# Vahase
Vahase est une île d'Estonie dans le golfe de Riga.

## Géographie
Elle est située à environ 200 m à l'ouest d'Abruka à laquelle elle appartient (commune de Kaarma) et que l'on peut joindre à pied. 
Son rocher géant est un monument touristique. 
Il y a toujours une ferme en activité sur l'île. 

## Localisation

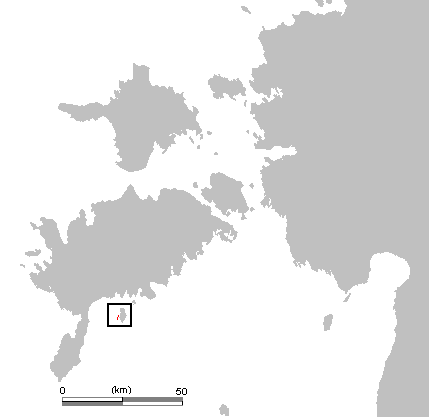
Localisation de Vahase